# Albert Eriksson (författare)
Johan Albert Leonard Eriksson, född 15 november 1869 i Norra Möckleby socken, död 31 augusti 1903 i Stockholm, var en svensk poet och journalist.
Albert Eriksson var son till hemmansägaren Erik Peter Larsson. Hans begåvning uppmärksammades av kyrkoherden i Norra Möckleby och Eriksson fick 1883-1891 studera vid Kalmar läroverk, men klarade inte studierna och tvingades återvända till faderns gård, som nu blivit såld och brukades på arrende. Under denna tid började Albert Eriksson att intressera sig för poesi och började samtidigt läsa och översätta Friedrich Nietzsche, men hittade ingen förläggare för sina översättningar. 1894 flyttade han till Stockholm, där han försökte försörja sig som diktare och översättare. 1897 blev han anställd som korrekturläsare vid Svenska Morgonbladet och fick då möjlighet att ge ut en samling Nietzschetolkningar, vilket ledde till att han anställdes som redaktionell medarbetare vid Svenska Dagbladet. Från 1901 var han anställd vid Dagens Nyheter.